# 梭沙韭
梭沙韭（学名：Allium forrestii）为葱科葱属的植物，为中国的特有植物。分布在中国大陆的四川、云南、西藏等地，生长于海拔2,400米至4,200米的地区，多生于碎石山坡和草坡上，目前已由人工引种栽培。